# 曹光德
曹光德（？—？），號大洪，湖廣黄州府黄冈县人，明朝政治人物。

## 生平
万历十六年（1588年）戊子科湖廣乡试舉人，二十九年（1601年）辛丑科進士，刑部觀政，三十年授嘉兴府推官，政稱清简，莅任三年，以憂去，所携惟图书而已。三十七年起補兖州府推官，三十八年行取考选。平生究心经籍。是時江西邓元锡力排心学，嘗著《丑经绎》，光德为之參订焉。后官山东道监察御史，祀鄉賢。

## 遗迹
墓在下伍乡大屋山。黄冈县清源门内有「天恩褒節」牌坊，为生员曹铨、妻卢氏、封文林郎男曹自化、山东道监察御史曹光德所立。

## 家族
曾祖曹時亨，貢士。祖曹铨，庠生。父曹自化，典史，俱赠文林郎。